# Бершадська фортеця
Бершадь — стара осада на р. Бершадка, що на Поділлі. Бершадь належала Слупичам, пізніше князям Збаразьким і була резиденцією Христофора Збаразького. Бершадський замок-паланку заклав козацький отаман — Босий, на замовлення князя Юрія Збаразького. Місцевість, де знаходився замок називалася — Дубровкою. Після нього Бершадь належала Пясковським, пізніше Мошинським. Від Мошинських Бершадь перейшла до Юревичів.
Завдяки князю Збаразькому Бершадь мала сильно укріплений обороний замок, який був ні разу не здобутий татарами. Туркам замок завжди стояв на заваді і вони прагнули його знищення.
В 1618 році король Сигізмунд III Ваза, прагнучи укласти перемир'я з Османською імперією, наказав гетьману Жолкевському уступити туркам Мультани та Волощину. Турки не погоджувались на укладення договору, допоки не буде знищений Бершадський замок. Жолкевський не погоджувався на знищення приватного замку. Князь Збаразький сам наказав зруйнувати замок.